# Apatochernes
Genre
Apatochernes est un genre de pseudoscorpions de la famille des Chernetidae.

## Distribution
Les espèces de ce genre se rencontrent en Nouvelle-Zélande et sur l'île Norfolk.

## Liste des espèces
Selon Pseudoscorpions of the World (version 3.0) :
- Apatochernes antarcticus Beier, 1964
- Apatochernes chathamensis Beier, 1976
- Apatochernes cheliferoides Beier, 1948
- Apatochernes cruciatus Beier, 1976
- Apatochernes curtulus Beier, 1948
- Apatochernes gallinaceus Beier, 1967
- Apatochernes insolitus Beier, 1976
- Apatochernes kuscheli Beier, 1976
- Apatochernes maoricus Beier, 1966
- Apatochernes nestoris Beier, 1962
- Apatochernes obrieni Beier, 1966
- Apatochernes posticus Beier, 1976
- Apatochernes proximus Beier, 1948
- Apatochernes solitarius Beier, 1976
- Apatochernes turbotti Beier, 1969
- Apatochernes vastus Beier, 1976
- Apatochernes wisei Beier, 1976

## Publication originale
- Beier, 1948 : Über Pseudoscorpione der australischen Region. Eos, vol. 24, p. 525-562 (texte intégral).